# Harmothoe sylliformia
Harmothoe sylliformia är en ringmaskart som beskrevs av Treadwell 1928. Harmothoe sylliformia ingår i släktet Harmothoe och familjen Polynoidae. Inga underarter finns listade i Catalogue of Life.